# Baureihe E 04
Baureihe E 04 – lokomotywa elektryczna produkowana w latach 1932–1935 dla kolei niemieckich.

## Historia
Po zelektryfikowaniu linii kolejowych zlokalizowanych w saksońskich oraz bawarskich regionach koleje niemieckie potrzebowały lokomotyw elektrycznych do prowadzenia pociągów pasażerskich wzorowanych na szwajcarskich elektrowozach. Koleje niemieckie zamówiły 23 elektrowozy, które stacjonowały w lokomotywowni Monachium. Niektóre elektrowozy eksploatowano w Bawarii. Jedna lokomotywa jest eksponatem zabytkowym.